# 長暦
長暦（、旧字体：長曆）は、日本の元号の一つ。長元の後、長久の前。1037年から1040年までの期間を指す。この時代の天皇は後朱雀天皇。

## 改元
- 長元10年4月21日（ユリウス暦1037年5月8日） 改元
- 長暦4年11月10日（ユリウス暦1040年12月16日） 長久に改元

## 長暦期におきた出来事
- 1037年（長暦元）
  - 5月 - 石清水八幡別宮の神人との争いにより、但馬守源則理が土佐国に配流となる。

## 西暦との対照表
※は小の月を示す。
| 長暦元年（丁丑） | 一月      | 二月  | 三月  | 四月※ | 閏四月※ | 五月 | 六月※ | 七月※ | 八月  | 九月※ | 十月    | 十一月※  | 十二月    |
| ---------------- | --------- | ----- | ----- | ----- | ------- | ---- | ----- | ----- | ----- | ----- | ------- | -------- | --------- |
| ユリウス暦       | 1037/1/19 | 2/18  | 3/20  | 4/19  | 5/18    | 6/16 | 7/16  | 8/14  | 9/12  | 10/12 | 11/10   | 12/10    | 1038/1/8  |
| 長暦二年（戊寅） | 一月      | 二月  | 三月※ | 四月  | 五月※   | 六月 | 七月※ | 八月※ | 九月  | 十月※ | 十一月  | 十二月※  |           |
| ユリウス暦       | 1038/2/7  | 3/9   | 4/8   | 5/7   | 6/6     | 7/5  | 8/4   | 9/2   | 10/1  | 10/31 | 11/29   | 12/29    |           |
| 長暦三年（己卯） | 一月      | 二月  | 三月※ | 四月  | 五月※   | 六月 | 七月  | 八月※ | 九月※ | 十月  | 十一月※ | 十二月   | 閏十二月※ |
| ユリウス暦       | 1039/1/27 | 2/26  | 3/28  | 4/26  | 5/26    | 6/24 | 7/24  | 8/23  | 9/21  | 10/20 | 11/19   | 12/18    | 1040/1/17 |
| 長暦四年（庚辰） | 一月      | 二月※ | 三月  | 四月  | 五月※   | 六月 | 七月※ | 八月  | 九月  | 十月※ | 十一月  | 十二月※  |           |
| ユリウス暦       | 1040/2/15 | 3/16  | 4/14  | 5/14  | 6/13    | 7/12 | 8/11  | 9/9   | 10/9  | 11/8  | 12/7    | 1041/1/6 |           |